# Coelioxys chichimeca
Coelioxys chichimeca är en biart som beskrevs av Cresson 1878. Coelioxys chichimeca ingår i släktet kägelbin, och familjen buksamlarbin. Inga underarter finns listade i Catalogue of Life.